# Hayden Schlossberg

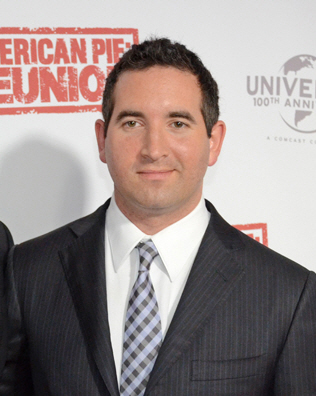
Hayden Schlossberg

Hayden Schlossberg (Livingston, 9 giugno 1978) è un regista e sceneggiatore statunitense.

## Biografia
La carriera di Schlossberg si è sempre svolta in sodalizio con Jon Hurwitz.

## Filmografia parziale

### Regista
- Harold & Kumar - Due amici in fuga (Harold & Kumar Escape from Guantanamo Bay) (2008)
- American Pie: Ancora insieme (2012)

### Sceneggiatore
- Scary Movie 3 - Una risata vi seppellirà (2003)
- American Trip - Il primo viaggio non si scorda mai (2004)
- Giù le mani dalle nostre figlie (Blockers) (2018)

### Produttore
- Cobra Kai - serie TV, 65 episodi (2018-2025)